# Ark Linux
Pour les articles homonymes, voir Ark.
Ark Linux était une distribution Linux, fondée par Bernhard Rosenkränzer (en) et centrée sur la facilité d'utilisation et d'apprentissage, tout en restant techniquement raisonnable. Elle était parfois confondue avec Arch Linux.
Contrairement à de nombreuses autres distributions, Ark Linux n'incluait pas différentes applications réalisant le même travail, mais avait pour but d'incorporer les meilleures du genre.
Ark Linux était maintenue par un groupe de volontaires.